# Katarzyna Głowala
Katarzyna Głowala (ur. 15 stycznia 1980 w Dobrym Mieście) – polska ekonomistka i urzędniczka państwowa, w latach 2015–2018 podsekretarz stanu w Ministerstwie Zdrowia.

## Życiorys
Absolwentka studiów ekonomicznych na Wydziale Nauk Społecznych Katolickiego Uniwersytetu Lubelskiego (2005). Ukończyła również studia podyplomowe z zarządzania funduszami unijnymi i mechanizmów strefy euro na Uniwersytecie Warmińsko-Mazurskim w Olsztynie oraz z pedagogiki nauczycielskiej Wyższej Szkole Informatyki i Ekonomii TWP w Olsztynie. Rozpoczęła studia doktoranckie w Szkole Głównej Handlowej. Prowadziła zajęcia z zakresu finansów publicznych na KUL oraz Wyższej Szkole Informatyki i Ekonomii TWP w Olsztynie. Pracowała jako podinspektor ds. planowania budżetu w urzędzie miejskim w Olsztynie. Była zatrudniona jako naczelnik Wydziału Sprawiedliwości Departamentu Finansowania Strefy Budżetowej Ministerstwa Finansów.
19 listopada 2015 roku powołana na stanowisko wiceministra zdrowia, odpowiedzialnego za politykę zdrowotną i budżet. W styczniu 2017 błędnie podano informacje o jej dymisji. W czerwcu 2018 odeszła z rządu. W styczniu 2021 objęła funkcję p.o. dyrektora Departamentu Controllingu i Ryzyka Operacyjnego w Narodowym Banku Polskim.